# 2016年のATPワールドツアー
2016年のATPワールドツアーは2016年のATPワールドツアーの日程と決勝結果である。

## 日程
2016年ATPカレンダーより作成
| グランドスラム                   |
| オリンピック                     |
| ATPワールドツアー・ファイナル    |
| ATP ワールドツアーマスターズ1000 |
| ATP ワールドツアー500            |
| ATP ワールドツアー250            |
| チームイベント                   |

| 日時            | 大会名 | 優勝者 | 準優勝者                                                                                             | 試合結果 （スコア）             |
| --------------- | --- | --- | --- | ------------------------------- |
| 1月4日          | ホップマンカップ パース $1,000,000 - ハード (室内) - 8チーム (RR) | オーストラリア・グリーン                                                                                     | ウクライナ                                                                                           | 2-0                             |
| 1月4日          | ブリスベン国際 ブリスベン $461,330 - ハード - 28S/16Q/16D | ミロシュ・ラオニッチ                                                                                         | ロジャー・フェデラー                                                                                 | 6-4, 6-4                        |
| 1月4日          | ブリスベン国際 ブリスベン $461,330 - ハード - 28S/16Q/16D | ヘンリ・コンティネン ジョン・ピアーズ                                                                        | ジェームズ・ダックワース クリス・グッチョーネ                                                        | 7-6(7-4), 6-1                   |
| 1月4日          | カタール・エクソンモービル・オープン ドーハ $1,283,855 - ハード - 32S/16Q/16D | ノバク・ジョコビッチ                                                                                         | ラファエル・ナダル                                                                                   | 6-1, 6-2                        |
| 1月4日          | カタール・エクソンモービル・オープン ドーハ $1,283,855 - ハード - 32S/16Q/16D | フェリシアーノ・ロペス マルク・ロペス                                                                        | フィリップ・ペッシュナー アレクサンダー・ペヤ                                                        | 6-4, 6-3                        |
| 1月4日          | チェンナイ・オープン チェンナイ $482,085 - ハード - 28S/16Q/16D | スタン・ワウリンカ                                                                                           | ボルナ・チョリッチ                                                                                   | 6-3, 7-5                        |
| 1月4日          | チェンナイ・オープン チェンナイ $482,085 - ハード - 28S/16Q/16D | オリバー・マラチ ファブリス・マルタン                                                                        | オースティン・クライチェク ブノワ・ペール                                                            | 6–3, 7–5                        |
| 1月11日         | ASBクラシック オークランド $520,070 - ハード - 28S/16Q/16D | ロベルト・バウティスタ・アグート                                                                             | ジャック・ソック                                                                                     | 6-1, 1-0 ret.                   |
| 1月11日         | ASBクラシック オークランド $520,070 - ハード - 28S/16Q/16D | マテ・パビッチ マイケル・ヴィーナス                                                                          | エリック・ブトラック スコット・リプスキー                                                            | 7-5, 6-4                        |
| 1月11日         | アピア国際 シドニー $461,330 - ハード - 28S/16Q/16D | ビクトル・トロイツキ                                                                                         | グリゴール・ディミトロフ                                                                             | 2-6, 6-1, 7-6(9-7)              |
| 1月11日         | アピア国際 シドニー $461,330 - ハード - 28S/16Q/16D | ジェイミー・マリー ブルーノ・ソアレス                                                                        | ロハン・ボパンナ フロリン・メルジェ                                                                  | 6-3, 7-6(8-6)                   |
| 1月18日 1月25日 | 全豪オープン メルボルン A$15,000,000 - ハード 128S/128Q/64D/32X シングルス - ダブルス - 混合ダブルス | ノバク・ジョコビッチ                                                                                         | アンディ・マリー                                                                                     | 6-1, 7-5, 7-6(7-3)              |
| 1月18日 1月25日 | 全豪オープン メルボルン A$15,000,000 - ハード 128S/128Q/64D/32X シングルス - ダブルス - 混合ダブルス | ジェイミー・マリー ブルーノ・ソアレス                                                                        | ダニエル・ネスター ラデク・ステパネク                                                                | 2–6, 6–4, 7–5                   |
| 1月18日 1月25日 | 全豪オープン メルボルン A$15,000,000 - ハード 128S/128Q/64D/32X シングルス - ダブルス - 混合ダブルス | エレーナ・ベスニナ ブルーノ・ソアレス                                                                        | ココ・バンダウェイ ホリア・テカウ                                                                    | 6-4, 4-6, [10-5]                |
| 2月1日          | 南フランス・オープン モンペリエ €520,070 - ハード (室内) - 28S/16Q/16D | リシャール・ガスケ                                                                                           | ポール＝アンリ・マチュー                                                                             | 7-5, 6-4                        |
| 2月1日          | 南フランス・オープン モンペリエ €520,070 - ハード (室内) - 28S/16Q/16D | マテ・パビッチ マイケル・ヴィーナス                                                                          | アレクサンダー・ズベレフ ミーシャ・ズベレフ                                                          | 7-5, 7-6(7-4)                   |
| 2月1日          | ソフィア・オープン ソフィア €520,070 - ハード (室内) - 28S/16Q/16D | ロベルト・バウティスタ・アグート                                                                             | ビクトル・トロイツキ                                                                                 | 6-3, 6-4                        |
| 2月1日          | ソフィア・オープン ソフィア €520,070 - ハード (室内) - 28S/16Q/16D | ヴェスレイ・コールホフ マトウェー・ミッデルコープ                                                            | フィリップ・オスワルト アディル・シャマスディン                                                      | 5-7, 7-6(11-9), [10-6]          |
| 2月1日          | エクアドル・オープン キト $520,070 - クレー - 28S/16Q/16D | ビクトル・エストレーリャ・ブルゴス                                                                           | トマス・ベルッシ                                                                                     | 4-6, 7-6(7-5), 6-2              |
| 2月1日          | エクアドル・オープン キト $520,070 - クレー - 28S/16Q/16D | パブロ・カレーニョ・ブスタ ギリェルモ・ドゥラン                                                              | トマス・ベルッシ マルセロ・デモリネル                                                                | 7–5, 6–4                        |
| 2月8日          | ABNアムロ世界テニス・トーナメント ロッテルダム €1,722,820 - ハード (室内) - 32S/16Q/16D/4Q | マルティン・クリザン                                                                                         | ガエル・モンフィス                                                                                   | 6-7(1-7), 6-3, 6-1              |
| 2月8日          | ABNアムロ世界テニス・トーナメント ロッテルダム €1,722,820 - ハード (室内) - 32S/16Q/16D/4Q | ニコラ・マユ バセク・ポシュピシル                                                                            | フィリップ・ペッシュナー アレクサンダー・ペヤ                                                        | 7-6(7-2), 6-4                   |
| 2月8日          | メンフィス・オープン メンフィス $693,425 - ハード (室内) - 28S/16Q/16D シングルス | 錦織圭 | テイラー・フリッツ                                                                                   | 6-4, 6-4                        |
| 2月8日          | メンフィス・オープン メンフィス $693,425 - ハード (室内) - 28S/16Q/16D シングルス | マリウシュ・フィルステンベルク サンティアゴ・ゴンサレス                                                      | スティーブ・ジョンソン サム・クエリー                                                                | 6-4, 6-4                        |
| 2月8日          | アルゼンチン・オープン ブエノスアイレス $598,865 - クレー - 28S/16Q/16D | ドミニク・ティエム                                                                                           | ニコラス・アルマグロ                                                                                 | 7-6(7-2), 3-6, 7-6(7-4)         |
| 2月8日          | アルゼンチン・オープン ブエノスアイレス $598,865 - クレー - 28S/16Q/16D | フアン・セバスティアン・カバル ロベルト・ファラ                                                              | イニゴ・セルバンテス パオロ・ロレンツィ                                                              | 6-3, 6-0                        |
| 2月15日         | リオ・オープン リオデジャネイロ $1,471,315 - クレー - 32S/16Q/16D/4Q | パブロ・クエバス                                                                                             | ギド・ページャ                                                                                       | 6–4, 6–7(5–7), 6–4              |
| 2月15日         | リオ・オープン リオデジャネイロ $1,471,315 - クレー - 32S/16Q/16D/4Q | フアン・セバスティアン・カバル ロベルト・ファラ                                                              | パブロ・カレーニョ・ブスタ ダビド・マレーロ                                                          | 7-6(7-5), 6-1                   |
| 2月15日         | オープン13 マルセイユ €665,910 - ハード (室内) - 28S/16Q/16D | ニック・キリオス                                                                                             | マリン・チリッチ                                                                                     | 6-2, 7-6(7-3)                   |
| 2月15日         | オープン13 マルセイユ €665,910 - ハード (室内) - 28S/16Q/16D | マテ・パビッチ マイケル・ヴィーナス                                                                          | ジョナサン・エルリック コリン・フレミング                                                            | 6-2, 6-3                        |
| 2月15日         | デルレイビーチ・オープン デルレイビーチ $576,900 - ハード - 32S/16Q/16D | サム・クエリー                                                                                               | ラジーブ・ラム                                                                                       | 6-4, 7-6(8-6)                   |
| 2月15日         | デルレイビーチ・オープン デルレイビーチ $576,900 - ハード - 32S/16Q/16D | オリバー・マラチ ファブリス・マルタン                                                                        | ボブ・ブライアン マイク・ブライアン                                                                  | 3-6, 7-6(9-7), [13-11]          |
| 2月22日         | ドバイ・デューティフリー・テニス選手権 ドバイ $2,674,445 - ハード - 32S/16Q/16D/4Q | スタン・ワウリンカ                                                                                           | マルコス・バグダティス                                                                               | 6–4, 7–6(15–13)                 |
| 2月22日         | ドバイ・デューティフリー・テニス選手権 ドバイ $2,674,445 - ハード - 32S/16Q/16D/4Q | シモーネ・ボレッリ アンドレアス・セッピ                                                                      | フェリシアーノ・ロペス マルク・ロペス                                                                | 6–2, 3–6, [14–12]               |
| 2月22日         | アビエルト・メキシコ・テルセル アカプルコ $1,551,830 - ハード - 32S/16Q/16D/4Q | ドミニク・ティエム                                                                                           | バーナード・トミック                                                                                 | 7–6(8–6), 4–6, 6–3              |
| 2月22日         | アビエルト・メキシコ・テルセル アカプルコ $1,551,830 - ハード - 32S/16Q/16D/4Q | トレト・ユーイ マックス・ミルヌイ                                                                            | フィリップ・ペッシュナー アレクサンダー・ペヤ                                                        | 7–6(7–5), 6–3                   |
| 2月22日         | ブラジル・オープン サンパウロ $499,055- クレー - 28S/16Q/16D | パブロ・クエバス                                                                                             | パブロ・カレーニョ・ブスタ                                                                           | 7–6(7–4), 6–3                   |
| 2月22日         | ブラジル・オープン サンパウロ $499,055- クレー - 28S/16Q/16D | フリオ・ペラルタ オラシオ・セバジョス                                                                        | パブロ・カレーニョ・ブスタ タビド・マレーロ                                                          | 4–6, 6–1, [10–5]                |
| 2月29日         | デビスカップ1回戦 バーミンガム - ハード (室内) ベオグラード - ハード (室内) ペーザロ - クレー グダニスク - ハード (室内) ベ＝マオー グアドループ - クレー ハノーファー - ハード (室内) クーヨン メルボルン - 芝 リエージュ - ハード (室内) | 勝利チーム · イギリス · セルビア · イタリア · アルゼンチン · フランス · チェコ · アメリカ合衆国 · クロアチア | 敗退チーム · 日本 · カザフスタン · スイス · ポーランド · カナダ · ドイツ · オーストラリア · ベルギー | 3-1 3-2 5-0 3-2 5-0 3-2 3-1 3-2 |
| 3月7日 3月14日  | BNPパリバ・オープン インディアンウェルズ $7,037,595 - ハード - 96S/48Q/32D | ノバク・ジョコビッチ                                                                                         | ミロシュ・ラオニッチ                                                                                 | 6–2, 6–0                        |
| 3月7日 3月14日  | BNPパリバ・オープン インディアンウェルズ $7,037,595 - ハード - 96S/48Q/32D | ピエール＝ユーグ・エルベール ニコラ・マユ                                                                    | バセク・ポシュピシル ジャック・ソック                                                                | 6–3, 7–6(7–5)                   |
| 3月21日 3月28日 | マイアミ・オープン マイアミ $7,037,595 - ハード - 96S/48Q/32D シングルス | ノバク・ジョコビッチ                                                                                         | 錦織圭                                                                                               | 6-3, 6-3                        |
| 3月21日 3月28日 | マイアミ・オープン マイアミ $7,037,595 - ハード - 96S/48Q/32D シングルス | ピエール＝ユーグ・エルベール ニコラ・マユ                                                                    | レイベン・クラーセン ラジーブ・ラム                                                                  | 5–7, 6–1, [10–7]                |
| 4月4日          | ハサン2世グランプリ マラケシュ €520,070 - クレー - 28S/16Q/16D | フェデリコ・デルボニス                                                                                       | ボルナ・チョリッチ                                                                                   | 6-2, 6-4                        |
| 4月4日          | ハサン2世グランプリ マラケシュ €520,070 - クレー - 28S/16Q/16D | ギリェルモ・ドゥラン マキシモ・ゴンサレス                                                                    | マリン・ドラガニャ アイサム＝ウル＝ハク・クレシ                                                      | 6–2, 3–6, [10–6]                |
| 4月4日          | 全米男子クレーコート選手権 ヒューストン $577,860 - クレー - 28S/16Q/16D | フアン・モナコ                                                                                               | ジャック・ソック                                                                                     | 3–6, 6–3, 7–5                   |
| 4月4日          | 全米男子クレーコート選手権 ヒューストン $577,860 - クレー - 28S/16Q/16D | ボブ・ブライアン マイク・ブライアン                                                                          | ビクトル・エストレーリャ・ブルゴス サンティアゴ・ゴンサレス                                          | 4–6, 6–3, [10–8]                |
| 4月11日         | モンテカルロ・ロレックス・マスターズ モンテカルロ €4,094,505 - クレー - 56S/28Q/24D | ラファエル・ナダル                                                                                           | ガエル・モンフィス                                                                                   | 7-5, 5-7, 6-0                   |
| 4月11日         | モンテカルロ・ロレックス・マスターズ モンテカルロ €4,094,505 - クレー - 56S/28Q/24D | ピエール＝ユーグ・エルベール ニコラ・マユ                                                                    | ジェイミー・マリー ブルーノ・ソアレス                                                                | 4–6, 6–0, [10–6]                |
| 4月18日         | バルセロナ・オープン・バンコ・サバデル バルセロナ €2,428,355 - クレー - 48S/24Q/24D/4Q | ラファエル・ナダル                                                                                           | 錦織圭                                                                                               | 6-4, 7-5                        |
| 4月18日         | バルセロナ・オープン・バンコ・サバデル バルセロナ €2,428,355 - クレー - 48S/24Q/24D/4Q | ボブ・ブライアン マイク・ブライアン                                                                          | パブロ・クエバス マルセル・グラノリェルス                                                            | 7-5, 7-5                        |
| 4月18日         | BRDナスターゼ・ティリアク・トロフィー ブカレスト €520,070 - クレー - 28S/16Q/16D | フェルナンド・ベルダスコ                                                                                     | リュカ・プイユ                                                                                       | 6–3, 6–2                        |
| 4月18日         | BRDナスターゼ・ティリアク・トロフィー ブカレスト €520,070 - クレー - 28S/16Q/16D | フロリン・メルジェ ホリア・テカウ                                                                            | クリス・グッチョーネ アンドレ・サ                                                                    | 7–5, 6–4                        |
| 4月25日         | BMWオープン ミュンヘン €520,070 - クレー - 28S/16Q/16D | フィリップ・コールシュライバー                                                                               | ドミニク・ティエム                                                                                   | 7–6(9–7), 4–6, 7–6(7–4)         |
| 4月25日         | BMWオープン ミュンヘン €520,070 - クレー - 28S/16Q/16D | ヘンリ・コンティネン ジョン・ピアーズ                                                                        | フアン・セバスティアン・カバル ロベルト・ファラ                                                      | 6–3, 3–6, [10–7]                |
| 4月25日         | イスタンブール・オープン イスタンブール €483,080 - クレー - 28S/16Q/16D | ディエゴ・シュワルツマン                                                                                     | グリゴール・ディミトロフ                                                                             | 6–7(5–7), 7–6(7–4), 6–0         |
| 4月25日         | イスタンブール・オープン イスタンブール €483,080 - クレー - 28S/16Q/16D | フラビオ・チポッラ ドゥディ・セラ                                                                            | アンドレ・モルテーニ ディエゴ・シュワルツマン                                                        | 6–3, 5-7, [10–7]                |
| 4月25日         | ミレニアム・エストリル・オープン エストリル €520,070 - クレー - 28S/16Q/16D | ニコラス・アルマグロ                                                                                         | パブロ・カレーニョ・ブスタ                                                                           | 6–7(6–8), 7–6(7–5), 6–3         |
| 4月25日         | ミレニアム・エストリル・オープン エストリル €520,070 - クレー - 28S/16Q/16D | エリック・ブトラック スコット・リプスキー                                                                    | ルカシュ・クボット マルチン・マトコフスキ                                                            | 6–4, 3–6, [10–8]                |
| 5月2日          | ムチュア・マドリード・オープン マドリード €5,719,660 - クレー - 56S/28Q/24D | ノバク・ジョコビッチ                                                                                         | アンディ・マリー                                                                                     | 6–2, 3–6, 6–3                   |
| 5月2日          | ムチュア・マドリード・オープン マドリード €5,719,660 - クレー - 56S/28Q/24D | ジャン＝ジュリアン・ロイヤー ホリア・テカウ                                                                  | ロハン・ボパンナ フロリン・メルジェ                                                                  | 6-4, 7-6(7-5)                   |
| 5月9日          | BNLイタリア国際 ローマ €4,300,755 - クレー - 56S/28Q/24D | アンディ・マリー                                                                                             | ノバク・ジョコビッチ                                                                                 | 6-3, 6-3                        |
| 5月9日          | BNLイタリア国際 ローマ €4,300,755 - クレー - 56S/28Q/24D | ボブ・ブライアン マイク・ブライアン                                                                          | バセク・ポシュピシル ジャック・ソック                                                                | 5–7, 6–1, [10–7]                |
| 5月16日         | ジュネーヴ・オープン ジュネーヴ €556,195 - クレー - 28S/16Q/16D | スタン・ワウリンカ                                                                                           | マリン・チリッチ                                                                                     | 6-4, 7-6(13-11)                 |
| 5月16日         | ジュネーヴ・オープン ジュネーヴ €556,195 - クレー - 28S/16Q/16D | スティーブ・ジョンソン サム・クエリー                                                                        | レイベン・クラーセン ラジーブ・ラム                                                                  | 6–4, 6–1                        |
| 5月16日         | ニース・オープン ニース €520,070 - クレー - 28S/16Q/16D | ドミニク・ティエム                                                                                           | アレクサンダー・ズベレフ                                                                             | 6-4, 3-6, 6-0                   |
| 5月16日         | ニース・オープン ニース €520,070 - クレー - 28S/16Q/16D | フアン・セバスティアン・カバル ロベルト・ファラ                                                              | マテ・パビッチ マイケル・ヴィーナス                                                                  | 4–6, 6–4, [10–8]                |
| 5月23日 5月30日 | 全仏オープン パリ €14,880,000 - クレー 128S/128Q/64D/32X シングルス - ダブルス - 混合ダブルス | ノバク・ジョコビッチ                                                                                         | アンディ・マリー                                                                                     | 3-6, 6-1, 6-2, 6-4              |
| 5月23日 5月30日 | 全仏オープン パリ €14,880,000 - クレー 128S/128Q/64D/32X シングルス - ダブルス - 混合ダブルス | フェリシアーノ・ロペス マルク・ロペス                                                                        | ボブ・ブライアン マイク・ブライアン                                                                  | 6-4, 6–7(6–8), 6–3              |
| 5月23日 5月30日 | 全仏オープン パリ €14,880,000 - クレー 128S/128Q/64D/32X シングルス - ダブルス - 混合ダブルス | マルチナ・ヒンギス リーンダー・パエス                                                                        | サニア・ミルザ イワン・ドディグ                                                                      | 4–6, 6–4, [10–8]                |
| 6月6日          | リコー・オープン スヘルトーヘンボス €635,645 - 芝 - 28S/16Q/16D | ニコラ・マユ                                                                                                 | ジレ・ミュラー                                                                                       | 6-4, 6-4                        |
| 6月6日          | リコー・オープン スヘルトーヘンボス €635,645 - 芝 - 28S/16Q/16D | マテ・パビッチ マイケル・ヴィーナス                                                                          | ドミニク・イングロット レイベン・クラーセン                                                          | 3–6, 6–3, [11–9]                |
| 6月6日          | メルセデス・カップ シュトゥットガルト €675,645 - 芝 - 28S/16Q/16D | ドミニク・ティエム                                                                                           | フィリップ・コールシュライバー                                                                       | 6-7(2-7), 6-4, 6-4              |
| 6月6日          | メルセデス・カップ シュトゥットガルト €675,645 - 芝 - 28S/16Q/16D | マーカス・ダニエル アルチョム・シタック                                                                      | オリバー・マラチ ファブリス・マルタン                                                                | 6–7(4–7), 6–4, [10–8]           |
| 6月13日         | エイゴン選手権 ロンドン €1,928,610 - 芝 - 32S/16Q/16D/4Q | アンディ・マリー                                                                                             | ミロシュ・ラオニッチ                                                                                 | 6–7(5–7), 6–4, 6–3              |
| 6月13日         | エイゴン選手権 ロンドン €1,928,610 - 芝 - 32S/16Q/16D/4Q | ピエール＝ユーグ・エルベール ニコラ・マユ                                                                    | クリス・グッチョーネ アンドレ・サ                                                                    | 6–3, 7–6(7–5)                   |
| 6月13日         | ゲリー・ウェバー・オープン ハレ €1,826,275 - 芝 - 32S/16Q/16D/4Q | フロリアン・マイヤー                                                                                         | アレクサンダー・ズベレフ                                                                             | 6–2, 5–7, 6–3                   |
| 6月13日         | ゲリー・ウェバー・オープン ハレ €1,826,275 - 芝 - 32S/16Q/16D/4Q | レイベン・クラーセン ラジーブ・ラム                                                                          | ルカシュ・クボット アレクサンダー・ペヤ                                                              | 7–6(7–5), 6–2                   |
| 6月20日         | ノッティンガム・オープン ノッティンガム €704,805 - 芝 - 48S/16Q/16D | スティーブ・ジョンソン                                                                                       | パブロ・クエバス                                                                                     | 7–6(7–5), 7–5                   |
| 6月20日         | ノッティンガム・オープン ノッティンガム €704,805 - 芝 - 48S/16Q/16D | ドミニク・イングロット ダニエル・ネスター                                                                    | イワン・ドディグ マルセロ・メロ                                                                      | 7–5, 7–6(7–4)                   |
| 6月27日 7月4日  | ウィンブルドン選手権 ロンドン £13,163,000 - 芝 128S/128Q/64D/16Q/48X シングルス - ダブルス - 混合ダブルス | アンディ・マリー                                                                                             | ミロシュ・ラオニッチ                                                                                 | 6-4, 7-6(7-3), 7-6(7-2)         |
| 6月27日 7月4日  | ウィンブルドン選手権 ロンドン £13,163,000 - 芝 128S/128Q/64D/16Q/48X シングルス - ダブルス - 混合ダブルス | ピエール＝ユーグ・エルベール ニコラ・マユ                                                                    | ジュリアン・ベネトー エドゥアール・ロジェ＝バセラン                                                  | 6–4, 7–6(7–1), 6–3              |
| 6月27日 7月4日  | ウィンブルドン選手権 ロンドン £13,163,000 - 芝 128S/128Q/64D/16Q/48X シングルス - ダブルス - 混合ダブルス | ヘンリ・コンティネン ヘザー・ワトソン                                                                        | ロベルト・ファラ アンナ＝レナ・グローネフェルト                                                      | 7–6(7–5), 6–4                   |
| 7月11日         | デビスカップ準々決勝 ベオグラード - クレー ペーザロ - クレー トジネツ - ハード (室内) ポートランド - ハード | 勝利チーム · イギリス · アルゼンチン · フランス · クロアチア                                                 | 敗退チーム · セルビア · イタリア · チェコ · アメリカ合衆国                                           | 3-2 3-1 3-2                     |
| 7月11日         | テニス殿堂選手権 ニューポート $577,860 - 芝 - 28S/16Q/16D | イボ・カロビッチ                                                                                             | ジレ・ミュラー                                                                                       | 6–7(2–7), 7–6(7–5), 7–6(14–12)  |
| 7月11日         | テニス殿堂選手権 ニューポート $577,860 - 芝 - 28S/16Q/16D | サム・グロス クリス・グッチョーネ                                                                            | ジョナサン・マレー アディル・シャマスディン                                                          | 6–4, 6–3                        |
| 7月11日         | スウェーデン・オープン ボースタード €520,070 - クレー - 28S/16Q/16D | アルベルト・ラモス＝ビニョラス                                                                               | フェルナンド・ベルダスコ                                                                             | 6–3, 6–4                        |
| 7月11日         | スウェーデン・オープン ボースタード €520,070 - クレー - 28S/16Q/16D | マルセル・グラノリェルス ダビド・マレーロ                                                                    | マーカス・ダニエル マルセル・デモリネル                                                              | 6–2, 6–3                        |
| 7月11日         | ドイツ国際オープン ハンブルク €1,514,495 - クレー - 32S/16Q/16D/4Q | マルティン・クリザン                                                                                         | パブロ・クエバス                                                                                     | 6–1, 6–4                        |
| 7月11日         | ドイツ国際オープン ハンブルク €1,514,495 - クレー - 32S/16Q/16D/4Q | ヘンリ・コンティネン ジョン・ピアーズ                                                                        | ダニエル・ネスター アイサム＝ウル＝ハク＝クレシ                                                      | 7–5, 6–3                        |
| 7月18日         | シティ・オープン ワシントンD.C. $1,877,705 - ハード - 48S/24Q/16D/4Q | ガエル・モンフィス                                                                                           | イボ・カロビッチ                                                                                     | 5–7, 7–6(8–6), 6–4              |
| 7月18日         | シティ・オープン ワシントンD.C. $1,877,705 - ハード - 48S/24Q/16D/4Q | ダニエル・ネスター エドゥアール・ロジェ＝バセラン                                                            | ルカシュ・クボット アレクサンダー・ペヤ                                                              | 7–6(7–3), 7–6(7–4)              |
| 7月18日         | クレディ・アグリコル・スイス・オープン グシュタード €520,070 - クレー - 28S/16Q/16D | フェリシアーノ・ロペス                                                                                       | ロビン・ハーセ                                                                                       | 6–4, 7–5                        |
| 7月18日         | クレディ・アグリコル・スイス・オープン グシュタード €520,070 - クレー - 28S/16Q/16D | フリオ・ペラルタ オラシオ・セバジョス                                                                        | マテ・パビッチ マイケル・ヴィーナス                                                                  | 7–6(7–2), 6–2                   |
| 7月18日         | オーストリア・オープン キッツビュール €520,070 - クレー - 28S/16Q/16D | パオロ・ロレンツィ                                                                                           | ニコロズ・バシラシビリ                                                                               | 6–3, 6–4                        |
| 7月18日         | オーストリア・オープン キッツビュール €520,070 - クレー - 28S/16Q/16D | ヴェスレイ・コールホフ マトウェー・ミッデルコープ                                                            | デニス・ノバク ドミニク・ティエム                                                                    | 2–6, 6–3, [11–9]                |
| 7月18日         | クロアチア・オープン ウマグ €520,070 - クレー - 28S/16Q/16D | ファビオ・フォニーニ                                                                                         | アンドレイ・マルティン                                                                               | 6–4, 6–1                        |
| 7月18日         | クロアチア・オープン ウマグ €520,070 - クレー - 28S/16Q/16D | マルティン・クリザン ダビド・マレーロ                                                                        | ニコラ・メクティッチ アントニオ・シャンチッチ                                                        | 6–4, 6–2                        |
| 7月25日         | ロジャーズ・カップ トロント $4,691,730 - ハード - 56S/28Q/24D シングルス | ノバク・ジョコビッチ                                                                                         | 錦織圭                                                                                               | 6-3, 7-5                        |
| 7月25日         | ロジャーズ・カップ トロント $4,691,730 - ハード - 56S/28Q/24D シングルス | イワン・ドディグ マルセロ・メロ                                                                              | ジェイミー・マリー ブルーノ・ソアレス                                                                | 6-4, 6-4                        |
| 8月1日          | BB&Tアトランタ・オープン アトランタ $693,425 - ハード - 28S/16Q/16D | ニック・キリオス                                                                                             | ジョン・イスナー                                                                                     | 7–6(7–3), 7–6(7–4)              |
| 8月1日          | BB&Tアトランタ・オープン アトランタ $693,425 - ハード - 28S/16Q/16D | アンドレ・モルテーニ オラシオ・セバジョス                                                                    | ヨハン・ブルンストロム アンドレアス・シーエストロム                                                  | 7–6(7–2), 6–4                   |
| 8月8日          | リオデジャネイロオリンピック リオデジャネイロ $0 - ハード 64S/32D/16X シングルス - ダブルス - 混合ダブルス | アンディ・マリー                                                                                             | フアン・マルティン・デル・ポトロ                                                                     | 7-5, 4-6, 6-2, 7-5              |
| 8月8日          | リオデジャネイロオリンピック リオデジャネイロ $0 - ハード 64S/32D/16X シングルス - ダブルス - 混合ダブルス | マルク・ロペス ラファエル・ナダル                                                                            | フロリン・メルジェ ホリア・テカウ                                                                    | 6-2, 3-6, 6-4                   |
| 8月8日          | リオデジャネイロオリンピック リオデジャネイロ $0 - ハード 64S/32D/16X シングルス - ダブルス - 混合ダブルス | ベサニー・マテック＝サンズ ジャック・ソック                                                                  | ビーナス・ウィリアムズ ラジーブ・ラム                                                                | 6–7(3–7), 6–1, [10–7]           |
| 8月8日          | アビエルト・メキシコ・ロス・カボス ロス・カボス $808,995 - ハード - 28S/16Q/16D | イボ・カロビッチ                                                                                             | フェリシアーノ・ロペス                                                                               | 7-6(7-5), 6-2                   |
| 8月8日          | アビエルト・メキシコ・ロス・カボス ロス・カボス $808,995 - ハード - 28S/16Q/16D | プラブ・ラジャ ディビジ・シャラン                                                                            | ジョナサン・エルリック ケン・スクプスキ                                                              | 7-6(7-4), 7-6(7-3)              |
| 8月15日         | ウエスタン・アンド・サザン・オープン シンシナティ $5,004,505 - ハード - 56S/28Q/24D | マリン・チリッチ                                                                                             | アンディ・マリー                                                                                     | 6-4, 7-5                        |
| 8月15日         | ウエスタン・アンド・サザン・オープン シンシナティ $5,004,505 - ハード - 56S/28Q/24D | イワン・ドディグ マルセロ・メロ                                                                              | ジャン＝ジュリアン・ロイヤー ホリア・テカウ                                                          | 7–6(7–5), 6–7(5–7), [10–6]      |
| 8月22日         | ウィンストン・セーラム・オープン ウィンストン・セーラム $720,940 - ハード - 48S/16Q/16D | パブロ・カレーニョ・ブスタ                                                                                   | ロベルト・バウティスタ・アグート                                                                     | 6–7(6–8), 7–6(7–1), 6–4         |
| 8月22日         | ウィンストン・セーラム・オープン ウィンストン・セーラム $720,940 - ハード - 48S/16Q/16D | ギリェルモ・ガルシア＝ロペス ヘンリ・コンティネン                                                            | アンドレ・ベーゲマン リーンダー・パエス                                                              | 4–6, 7–6(8–6), [10–8]           |
| 8月29日 9月5日  | 全米オープン ニューヨーク $22,112,700 - ハード 128S/128Q/64D/32X シングルス - ダブルス - 混合ダブルス | スタン・ワウリンカ                                                                                           | ノバク・ジョコビッチ                                                                                 | 6–7(1–7), 6–4, 7–5, 6–3         |
| 8月29日 9月5日  | 全米オープン ニューヨーク $22,112,700 - ハード 128S/128Q/64D/32X シングルス - ダブルス - 混合ダブルス | ジェイミー・マリー ブルーノ・ソアレス                                                                        | パブロ・カレーニョ・ブスタ ギリェルモ・ガルシア＝ロペス                                              | 6–2, 6–3                        |
| 8月29日 9月5日  | 全米オープン ニューヨーク $22,112,700 - ハード 128S/128Q/64D/32X シングルス - ダブルス - 混合ダブルス | ラウラ・シグムント マテ・パビッチ                                                                            | ココ・バンダウェイ ラジーブ・ラム                                                                    | 6–4, 6–4                        |
| 9月12日         | デビスカップ準決勝 グラスゴー - ハード (室内) ザダル - ハード (室内) | 勝利チーム · アルゼンチン · クロアチア                                                                       | 敗退チーム · イギリス · フランス                                                                     | 3-2                             |
| 9月19日         | モゼール・オープン メス €520,070 - ハード (室内) - 28S/16Q/16D | リュカ・プイユ                                                                                               | ドミニク・ティエム                                                                                   | 7–6(5), 6–2                     |
| 9月19日         | モゼール・オープン メス €520,070 - ハード (室内) - 28S/16Q/16D | フリオ・ペラルタ オラシオ・セバジョス                                                                        | マテ・パビッチ マイケル・ヴィーナス                                                                  | 6–3, 7–6(7–4)                   |
| 9月19日         | サンクトペテルブルク・オープン サンクトペテルブルク $986,380 - ハード (室内) - 28S/16Q/16D | アレクサンダー・ズベレフ                                                                                     | スタン・ワウリンカ                                                                                   | 6–2, 3–6, 7–5                   |
| 9月19日         | サンクトペテルブルク・オープン サンクトペテルブルク $986,380 - ハード (室内) - 28S/16Q/16D | ドミニク・イングロット ヘンリ・コンティネン                                                                  | アンドレ・ベーゲマン リーンダー・パエス                                                              | 4–6, 6–3, [12–10]               |
| 9月26日         | 深圳オープン 深圳 $704,140 - ハード - 28S/16Q/16D | トマーシュ・ベルディハ                                                                                       | リシャール・ガスケ                                                                                   | 7–6(7-5), 6–7(2-7), 6–3         |
| 9月26日         | 深圳オープン 深圳 $704,140 - ハード - 28S/16Q/16D | ファビオ・フォニーニ ロベルト・リンドステット                                                                | オリバー・マラチ ファブリス・マルタン                                                                | 7–6(7–4), 6–3                   |
| 9月26日         | 成都オープン 成都 $947,735 - ハード - 28S/16Q/16D | カレン・ハチャノフ                                                                                           | アルベルト・ラモス＝ビニョラス                                                                       | 6–7(4-7), 7–6(7-3), 6–3         |
| 9月26日         | 成都オープン 成都 $947,735 - ハード - 28S/16Q/16D | レイベン・クラーセン ラジーブ・ラム                                                                          | パブロ・カレーニョ・ブスタ マリウシュ・フィルステンベルク                                            | 7–6(7–2), 7–5                   |
| 10月3日         | チャイナ・オープン 北京 $4,164,780 - ハード - 32S/16Q/16D/4Q | アンディ・マリー                                                                                             | グリゴール・ディミトロフ                                                                             | 6–4, 7–6(7-2)                   |
| 10月3日         | チャイナ・オープン 北京 $4,164,780 - ハード - 32S/16Q/16D/4Q | パブロ・カレーニョ・ブスタ ラファエル・ナダル                                                                | ジャック・ソック バーナード・トミック                                                                | 6–7(6–8), 6–2, [10–8]           |
| 10月3日         | 楽天ジャパン・オープン 東京 $1,665,945 - ハード - 32S/16Q/16D/4Q シングルス | ニック・キリオス                                                                                             | ダビド・ゴフィン                                                                                     | 4–6, 6–3, 7–5                   |
| 10月3日         | 楽天ジャパン・オープン 東京 $1,665,945 - ハード - 32S/16Q/16D/4Q シングルス | マルセル・グラノリェルス マルチン・マトコフスキ                                                              | レイベン・クラーセン ラジーブ・ラム                                                                  | 6–2, 7–6(7–4)                   |
| 10月10日        | 上海マスターズ 上海 $7,655,640 - ハード - 56S/28Q/24D | アンディ・マリー                                                                                             | ロベルト・バウティスタ・アグート                                                                     | 7–6(7–1), 6–1                   |
| 10月10日        | 上海マスターズ 上海 $7,655,640 - ハード - 56S/28Q/24D | ジョン・イスナー ジャック・ソック                                                                            | ヘンリ・コンティネン ジョン・ピアーズ                                                                | 6–4, 6–4                        |
| 10月17日        | ストックホルム・オープン ストックホルム €635,645 - ハード (室内) - 28S/16Q/16D | フアン・マルティン・デル・ポトロ                                                                             | ジャック・ソック                                                                                     | 7–5, 6–1                        |
| 10月17日        | ストックホルム・オープン ストックホルム €635,645 - ハード (室内) - 28S/16Q/16D | エリアス・イメル ミカエル・イメル                                                                            | マテ・パビッチ マイケル・ヴィーナス                                                                  | 6−1, 6−1                        |
| 10月17日        | クレムリン・カップ モスクワ $919,220 - ハード (室内) - 28S/16Q/16D | パブロ・カレーニョ・ブスタ                                                                                   | ファビオ・フォニーニ                                                                                 | 4–6, 6–3, 6–2                   |
| 10月17日        | クレムリン・カップ モスクワ $919,220 - ハード (室内) - 28S/16Q/16D | フアン・セバスティアン・カバル ロベルト・ファラ                                                              | ユリアン・ノール ユルゲン・メルツァー                                                                | 7−5, 4−6, [10−5]                |
| 10月17日        | ヨーロピアン・オープン アントワープ €635,645 - ハード (室内) - 28S/16Q/16D | リシャール・ガスケ                                                                                           | ディエゴ・シュワルツマン                                                                             | 7–6(7–4), 6–1                   |
| 10月17日        | ヨーロピアン・オープン アントワープ €635,645 - ハード (室内) - 28S/16Q/16D | ダニエル・ネスター エドゥアール・ロジェ＝バセラン                                                            | ピエール＝ユーグ・エルベール ニコラ・マユ                                                            | 6−4, 6−4                        |
| 10月24日        | エルステ・バンク・オープン ウィーン €2,467,310 - ハード (室内) - 32S/16Q/16D/4Q | アンディ・マリー                                                                                             | ジョー＝ウィルフリード・ツォンガ                                                                     | 6–3, 7–6(8–6)                   |
| 10月24日        | エルステ・バンク・オープン ウィーン €2,467,310 - ハード (室内) - 32S/16Q/16D/4Q | ルカシュ・クボット マルセロ・メロ                                                                            | オリバー・マラチ ファブリス・マルタン                                                                | 4–6, 6–3, [13–11]               |
| 10月24日        | スイス・インドア バーゼル €2,151,985 - ハード (室内) - 32S/16Q/16D/4Q | マリン・チリッチ                                                                                             | 錦織圭                                                                                               | 6–1, 7–6(7–5)                   |
| 10月24日        | スイス・インドア バーゼル €2,151,985 - ハード (室内) - 32S/16Q/16D/4Q | マルセル・グラノリェルス ジャック・ソック                                                                    | ロベルト・リンドステット マイケル・ヴィーナス                                                        | 6−3, 6−4                        |
| 10月31日        | BNPパリバ・マスターズ パリ €4,300,755 – ハード (室内) – 48S/24Q/24D | アンディ・マリー                                                                                             | ジョン・イスナー                                                                                     | 6–3, 6–7(4–7), 6–4              |
| 10月31日        | BNPパリバ・マスターズ パリ €4,300,755 – ハード (室内) – 48S/24Q/24D | ヘンリ・コンティネン ジョン・ピアーズ                                                                        | ピエール＝ユーグ・エルベール ニコラ・マユ                                                            | 6–4, 3–6, [10–6]                |
| 11月7日         | 開催なし | 開催なし | 開催なし                                                                                             | 開催なし                        |
| 11月14日        | ATPワールドツアー・ファイナル ロンドン £6,000,000 – ハード (室内) – 8S/8D (RR) | アンディ・マリー                                                                                             | ノバク・ジョコビッチ                                                                                 | 6-3, 6-4                        |
| 11月14日        | ATPワールドツアー・ファイナル ロンドン £6,000,000 – ハード (室内) – 8S/8D (RR) | ヘンリ・コンティネン ジョン・ピアーズ                                                                        | レイベン・クラーセン ラジーブ・ラム                                                                  | 2-6, 6-1, [10-8]                |
| 11月21日        | デビスカップ決勝 ザグレブ - ハード (室内) | アルゼンチン                                                                                                 | クロアチア                                                                                           | 3-2                             |

## 2016年最終ランキング
| 順位 | 選手                   | ポイント | 出場数 |
| ---- | ---------------------- | -------- | ------ |
| 1    | アンディ・マリー       | 12410    | 17     |
| 2    | ノバク・ジョコビッチ   | 11780    | 17     |
| 3    | ミロシュ・ラオニッチ   | 5450     | 19     |
| 4    | スタン・ワウリンカ     | 5315     | 21     |
| 5    | 錦織圭                 | 4905     | 20     |
| 6    | マリン・チリッチ       | 3650     | 22     |
| 7    | ガエル・モンフィス     | 3625     | 20     |
| 8    | ドミニク・ティエム     | 3415     | 28     |
| 9    | ラファエル・ナダル     | 3300     | 16     |
| 10   | トマーシュ・ベルディハ | 3060     | 21     |

| 順位 | 選手                         | ポイント | 出場数 |
| ---- | ---------------------------- | -------- | ------ |
| 1    | ニコラ・マユ                 | 8550     | 17     |
| 2    | ピエール＝ユーグ・エルベール | 7935     | 15     |
| 3    | ブルーノ・ソアレス           | 7760     | 25     |
| 4    | ジェイミー・マリー           | 7670     | 22     |
| 5    | ボブ・ブライアン             | 6590     | 23     |
| 5    | マイク・ブライアン           | 6590     | 23     |
| 7    | ヘンリ・コンティネン         | 5590     | 27     |
| 8    | マルセロ・メロ               | 5460     | 26     |
| 9    | ジョン・ピアース             | 5450     | 28     |
| 10   | マルク・ロペス               | 4775     | 24     |

### 世界ランキング1位
| 選手                       | 開始日   | 終了日   |
| -------------------------- | -------- | -------- |
| ノバク・ジョコビッチ (SRB) | 2015年末 | 11月6日  |
| アンディ・マリー (GBR)     | 11月7日  | 2016年末 |

| 選手                     | 開始日   | 終了日   |
| ------------------------ | -------- | -------- |
| マルセロ・メロ (BRA)     | 2015年末 | 4月3日   |
| ジェイミー・マリー (GBR) | 4月4日   | 5月8日   |
| マルセロ・メロ (BRA)     | 5月9日   | 6月5日   |
| ニコラ・マユ (FRA)       | 6月6日   | 6月12日  |
| ジェイミー・マリー (GBR) | 6月13日  | 7月10日  |
| ニコラ・マユ (FRA)       | 7月11日  | 2016年末 |

## 主な引退選手
- レイトン・ヒューイット
- エリック・ブトラック
- ソムデブ・デブバルマン
- マヘシュ・ブパシ
- ビクトル・ハネスク
- ルーカス・ドロウヒー